# ティム・サグデン
ティム・サグデン（Tim Sugden, 1964年4月26日 - ）は、ブラッドフォード出身のイギリスのレーシングドライバー。ツーリングカーレースや国際レースに参戦活躍していることで知られている。スグデンまたは、ザクダンなどと表記されることもある。彼は彼自身のレーシングチーム、ティム サグデン モータースポーツのドライバー兼マネージャーである。
ル・マン24時間レースやデイトナ24時間レースなどの国際レースに参戦し、活躍。ル・マンには7度の出場経験をしているほか、日本でも活動し、SUPER GTにも2010年にGT300クラスに出場していた。

## 初期のキャリア
サグデンはカートでレースを始め、そこで英国チャンピオンになった。彼はすぐにフォーミュラ・フォード1600(FF1600)に移り、1987年にスターオブマロリーシリーズで優勝した。 少ない予算だったにもかかわらず、彼はフランク・ブラッドリーのワークス・スウィフト「トレデア」車を運転する上級レベルのFF1600でトップの成績を獲得。彼はまた、ホンダ・CRXチャレンジとブリティッシュフォーミュラ3000に参戦。1990年、彼はフォーミュラ・ルノーチャンピオンシップで3位になり、レースで1つの勝利を収めた。

## イギリスツーリングカー選手権
イギリスツーリングカー選手権（BTCC）に1990年から参戦を開始。彼はプロドライブの2.0リットルクラスのジュニアBMWチームの選抜ラウンドに入る。BMW・M3をドライブし、1991年にサグデンはブランズ・ハッチで初優勝を飾る。5ラウンドのみの参戦にもかかわらず、シリーズ10位につけた。1992年でプロドライブはBMWとの契約は終了し、1993年にはメルセデスでエントリーする予定だったが、交渉は不調で参戦計画は白紙となり、サグデンはシートを獲得できなかった。
1994年にはトヨタワークスのシートを得てシリーズに復帰し、いくつかの選択されたラウンドにトヨタ・カリーナE （日本車名はコロナ）で参戦した。チームメイトは元F1ドライバーのジュリアン・ベイリーと1991年のチャンピオンであるウィル・ホイ。長年BTCCに参戦し、数々の優勝を記録しているトヨタだったが、チームはチャンピオンシップの主導権を握る事はできず、苦戦が続いた。1995年もサグデンはベイリーと共にトヨタワークスに残留。この年はフル参戦したが、状況は改善せず厳しいシーズンとなった。長い参戦歴を持つトヨタも1995年限りで撤退を表明し、ザグデンもこの年限りでBTCCを去った。

## GTレーシング
ツーリングカーでの彼の時代から、彼はスポーツカーレースにも参加してきた。これは1997年に英国GT選手権にエントリーして開始。参戦最初の年にポルシェ911 GT2でスティーブ・オルークとともにGT2タイトルを獲得。 その後、1998年と1999年の両方でGT1タイトルを獲得した。最初はマクラーレンF1 GTRで 、次にリスターストームGTLで優勝した。 ル・マン24時間レース（1998年にEMKAマクラーレンで総合4位）に出場した後、2000年にFIA GT選手権でフルタイムのインターナショナルGTレースに移り、9勝を挙げ、ランナーとなる。 2005年にGT2クラスに参加。彼は2005年にポルシェカップの優勝者であり、ポルシェがシリーズのランキングに従ってシーズンを通してポイントを獲得している世界中の選択されたレースまたはラリーチャンピオンシップでポルシェ車のドライバーに授与された。彼はそのカップで優勝した英国で2番目のドライバーとなる。 彼はまたポルシェのアメリカン・ル・マン・シリーズに出場し、セブリング12時間、 デイトナ24時間レース、ルマンシリーズのGT2で2位に入り、イギリスのGTチャンピオンシップに復帰。 2007年、2009年でアジアのポルシェカレラカップ優勝 し、2011年、デイトナのGTで24時間、ポールミラーレーシングのポルシェをドライブして2位に入賞した。

## BriSCA F2ストックカー
2010年10月9日にはストックカーにも参戦。その日早々にブランドハッチでイエロートップへの即時アップグレードを取得後、スケグネススタジアムでの夜のレースミーティングでデビューしF2ファイナルを獲得。 彼は2010年に厳選のF2ストックカーラウンドにも出場し、11月のバーミンガムでのグランドナショナルファイナルで優勝。 2011年、彼は3月13日にノーサンプトンのレースに参加し、再びGNファイナルを獲得、19日にバーミンガム大会に出場してファイナルに勝ち、再びブルートップにアップグレード。彼の最初の6レースでは2回の総合優勝と2回のGN優勝を挙げたが、他のコミットメントのためにレースは制限されるとヘドネスフォードは4月10日に今回のヒートで再び勝利を収めた。

## レース記録

### イギリスツーリングカー選手権
（ キー ）（レースは太字でポールポジションを示す- 1990クラス）（ イタリック体のレースは、最速ラップを示している- 1990クラス）
| 年     | チーム                        | 使用車両          | クラス | 1       | 2         | 3        | 4        | 5       | 6         | 7         | 8        | 9         | 10        | 11        | 12        | 13       | 14       | 15      | 16      | 17       | 18       | 19       | 20       | 21       | 22        | 23        | 24       | 25      | 総合順位 | ポイント | クラス順位 |
| ------ | ----------------------------- | ----------------- | ------ | ------- | --------- | -------- | -------- | ------- | --------- | --------- | -------- | --------- | --------- | --------- | --------- | -------- | -------- | ------- | ------- | -------- | -------- | -------- | -------- | -------- | --------- | --------- | -------- | ------- | -------- | -------- | ---------- |
| 1990年 | BMW チーム ファイナンス       | BMW・M3           | B      | OUL     | DON       | THR      | SIL 9    | OUL 9   | SIL       | BRH 5     | SNE 8    | BRH       | BIR       | DON 8     | THR       | SIL      |          |         |         |          |          |          |          |          |           |           |          |         | 12位     | 67       | 6位        |
| 1991年 | BMW チーム ファイナンス       | BMW・M3           |        | SIL     | SNE Ret   | DON      | THR      | SIL 121 | BRH 1     | SIL       | DON 1    | DON 2     | OUL       | BRH 1     | BRH 2     | DON 5    | THR      | SIL Ret |         |          |          |          |          |          |           |           |          |         | 10位     | 32       |            |
| 1992年 | M チーム モービル             | BMW・318is        |        | SIL 5   | THR 14    | OUL 9    | SNE 9    | BRH 4   | DON 1 8   | DON 2 7   | SIL 11   | KNO 1 Ret | KNO 2 DNS | PEM 3     | BRH 1 9   | BRH 2 13 | DON Ret  | SIL 6   |         |          |          |          |          |          |           |           |          |         | 8位      | 43       |            |
| 1994年 | トヨタ・カストロール・ チーム | トヨタ・カリーナE |        | THR     | BRH 1 20  | BRH 2 12 | SNE Ret  | SIL 1 9 | SIL 2 7   | OUL 12    | DON 1 15 | DON 2 14  | BRH 1     | BRH 2     | SIL Ret   | KNO 1    | KNO 2    | OUL     | BRH 1   | BRH 2    | SIL 1 9  | SIL 2 10 | DON 1 19 | DON 2 14 |           |           |          |         | 19位     | 9        |            |
| 1995年 | チーム・トヨタ・GB            | トヨタ・カリーナE |        | DON 1 9 | DON 2 Ret | BRH 1 14 | BRH 2 10 | THR 1 4 | THR 2 Ret | SIL 1 Ret | SIL 2 6  | OUL 1 Ret | OUL 2 11  | BRH 1 Ret | BRH 2 DNS | DON 1 8  | DON 2 13 | SIL 8   | KNO 1 7 | KNO 2 10 | BRH 1 12 | BRH 2 9  | SNE 1 6  | SNE 2 7  | OUL 1 Ret | OUL 2 Ret | SIL 1 13 | SIL 2 6 | 14位     | 48       |            |

1. ^  –大雨のため、レースは中止。 ポイントは付与されなかった。

### ル・マン24時間レース
| 年     | チーム                                                | 共同ドライバー                          | 使用車両                                | クラス   | 周回 | 総合順位 | クラス順位 |
| ------ | ----------------------------------------------------- | --------------------------------------- | --------------------------------------- | -------- | ---- | -------- | ---------- |
| 1998年 | ガルフチームダビドフ EMKA レーシング                  | スティーブ・オルーク ビル・オーバーレン | マクラーレン・F1 GTR                    | GT1      | 343  | 4位      | 4位        |
| 2003年 | Dewalt レーススポーツ ソールズベリー                  | マイク・ジョーダン マイケル・ケイン     | TVR・トスカーナ T400R                   | GT       | 93   | DNF      | DNF        |
| 2004年 | ティエリー・ペリエ パースペクティブ レーシング        | イアン・カーン ナイジェル・スミス       | ポルシェ・911 GT3-RS                    | GT       | 283  | 23日     | 10日       |
| 2006年 | ロシアン エイジ レーシング サーテックモータースポーツ | ナイジェル・スミス クリスチャン・ヴァン | フェラーリ・550-GTSマラネロ             | GT1      | 124  | DNF      | DNF        |
| 2008年 | ヴァルゴ モータースポーツ                             | ロブ・ベル ティム・マレン               | フェラーリ・F430 GT2                    | GT2      | 289  | DNF      | DNF        |
| 2009年 | JMW モータースポーツ                                  | ロブ・ベル アンドリュー・カーカルディ   | フェラーリ・F430 GT2                    | GT2      | 320  | 23位     | 4位        |
| 2010年 | JMW モータースポーツ                                  | ロブ・ベル ブライス・ミラー             | アストンマーティン・V8 ヴァンテージ GT2 | GT2      | 71   | DNF      | DNF        |
| 2011年 | JMW モータースポーツ                                  | ロブ・ベル ザビエル・マーセン           | フェラーリ・458イタリア GTC             | GTE プロ | 290  | 24位     | 9位        |

### SUPER GT
| 年     | チーム              | コ・ドライバー   | 使用車両         | タイヤ | クラス | 1   | 2       | 3       | 4       | 5       | 6   | 7     | 8   | 順位 | ポイント |
| ------ | ------------------- | ---------------- | ---------------- | ------ | ------ | --- | ------- | ------- | ------- | ------- | --- | ----- | --- | ---- | -------- |
| 2010年 | Thunder Asia Racing | メルビン・チュー | モスラー・MT900M | Y      | GT300  | SUZ | OKA Ret | FSW Ret | SEP Ret | SUG Ret | SUZ | FSW C | TRM | NC   | 0        |

### スパ・フランコルシャン24時間レース
| 年     | チーム                      | 共同ドライバー                                                           | 使用車両                  | クラス | 周回                    | 総合順位       | クラス順位     |
| ------ | --------------------------- | ------------------------------------------------------------------------ | ------------------------- | ------ | ----------------------- | -------------- | -------------- |
| 1994年 | トヨタ レーシング           | フィリップ・ベレン フランソワ・シャトリオ                                | トヨタ・カリーナE         | ST     | 86/Belt of distribution | DNF            | DNF            |
| 1999年 | フォス-テック レーシング    | マーク・レーマ ステファン・デイ                                          | ホンダ・インテグラタイプR | SP     | 452                     | 12位           | 12位           |
| 2001年 | EMKA レーシング             | スティーブ・オルーク                                                     | ポルシェ・996 GT3-R       | N-GT   | N/A                     | Did not arrive | Did not arrive |
| 2003年 | EMKA レーシング             | エマニュエル・コラール クリス・グッドウィン                              | ポルシェ・996 GT3-R       | N-GT   | 301/Gearbox             | DNF            | DNF            |
| 2004年 | Gruppe M                    | ジョニー・コッカー ワーレン・ヒューズ ティム・マレン                     | ポルシェ・996 GT3-R       | N-GT   | 268/Gearbox             | DNF            | DNF            |
| 2005年 | Gruppe M                    | エマニュエル・コラール ステファン・オルテリ                              | ポルシェ・996 GT3-R       | GT2    | 477                     | 19位           | 4位            |
| 2006年 | JMB レーシング              | イラジ・アレクサンダー ジーン・ミシェル・マーティン ステファン・ダウディ | フェラーリ・F430 GTC      | GT2    | 133                     | DNF            | DNF            |
| 2007年 | スクーデリア スコットランド | アンドリュー・カーカルディ クリス・ニアーコス                            | フェラーリ・F430 GTC      | GT2    | 474                     | 15位           | 6位            |
| 2008年 | トラックスピード レーシング | リチャード・ウィリアムズ デビッド・アッシュバーン ザビエル・ポンピドゥー | ポルシェ・997 GT3-RSR     | GT2    | 382/DNF                 | DNF            | DNF            |
| 2009年 | トラックスピード レーシング | デビッド・アッシュバーン ステファン・オルテリ ヨルグ・ベルグマイスター   | ポルシェ・997 GT3-RSR     | GT2    | 486                     | 18位           | 7位            |